# Albert Wyckmans
Albert Wyckmans (ur. 12 września 1897 w Antwerpii, zm. 20 czerwca 1995 tamże) – belgijski kolarz szosowy, brązowy medalista olimpijski.

## Kariera
Największy sukces w karierze Albert Wyckmans osiągał w 1920 roku, kiedy w drużynowej jeździe na czas zespół w składzie: Albert Wyckmans, Albert De Bunné, Bernard Janssens i André Vercruysse zdobył brązowy medal podczas igrzysk olimpijskich w Antwerpii. Był to jedyny medal wywalczony przez Wyckmansa na międzynarodowej imprezie tej rangi. Na tych samych igrzyskach w rywalizacji indywidualnej zajął 23. pozycję. Nigdy nie zdobył medalu na szosowych mistrzostwach świata.